# Дамдинов, Владимир Дашанамжилович
Владимир Дашанамжилович Дамдинов (26 августа 1979 — 14 июня 2021) — российский спортсмен, выступавший в соревнованиях по боевому самбо, армейскому рукопашному бою и смешанным единоборствам. Чемпион и призёр чемпионатов России, МВД Бурятии и России по боевому самбо, призёр чемпионатов Европы и мира, мастер спорта России.

## Спортивные результаты
- Чемпионат России по боевому самбо 2006 года — ;
- Чемпионат России по боевому самбо 2007 года — ;
- Чемпионат России по комплексному единоборству среди специальных подразделений МВД 2009 года — ;
- Кубок Народного Хурала Бурятии по армейскому рукопашному бою — [2];